# Barta András (író)
Barta András (Gyöngyös, 1973. január 1. –) író, énekes, reklámszakember és tévés személyiség.

## Életútja és munkássága
A Prae irodalmi folyóirat és a Prae.hu általános művészeti portál alapító szerkesztője, illetve főszerkesztő-helyettese. A folyóiratban számos publikációja megjelent, főként 1999–2005 között.
Több alkalommal volt az Ogilvy & Mather Budapest munkatársa, szövegírója, majd vezető szövegírója. A nevéhez fűződik a Színes Bulvár Lap 2005-ös Színes Csók Partija, amellyel megdöntötték az egyszerre csókolózás Guinness-rekordját. 2009–2010 között az Euro RSCG Budapest kreatív igazgatója. 2010 óta az Artinvent kreatív igazgatója.
A Szőranya Emlékzenekar énekese az együttes 1994-es megalakulása óta.

## Televíziós műsorai
- Emberek a Holdon, stand up comedian – RTL Klub, 2002
- Gang kulturális talkshow, műsorvezető – Magyar Televízió, 2004–2005
- Benne leszek a tévében, zsűritag – RTL Klub, 2005
- Téged akarlak!, műsorvezető – VIASAT3, 2010

## Művei
- A vidéki fiatalok Budapesten (regény – Dr. Kovács István álnéven; FISZ–Palimipszeszt, 2001; 2. kiadás: Alexandra, 2005)
- Adás (forgatókönyv, 2009)
- Diamond Club (forgatókönyv, 2011)
- Magyarország = anyád (regény - Libri Kiadó, 2013)